# Jerxen-Orbke

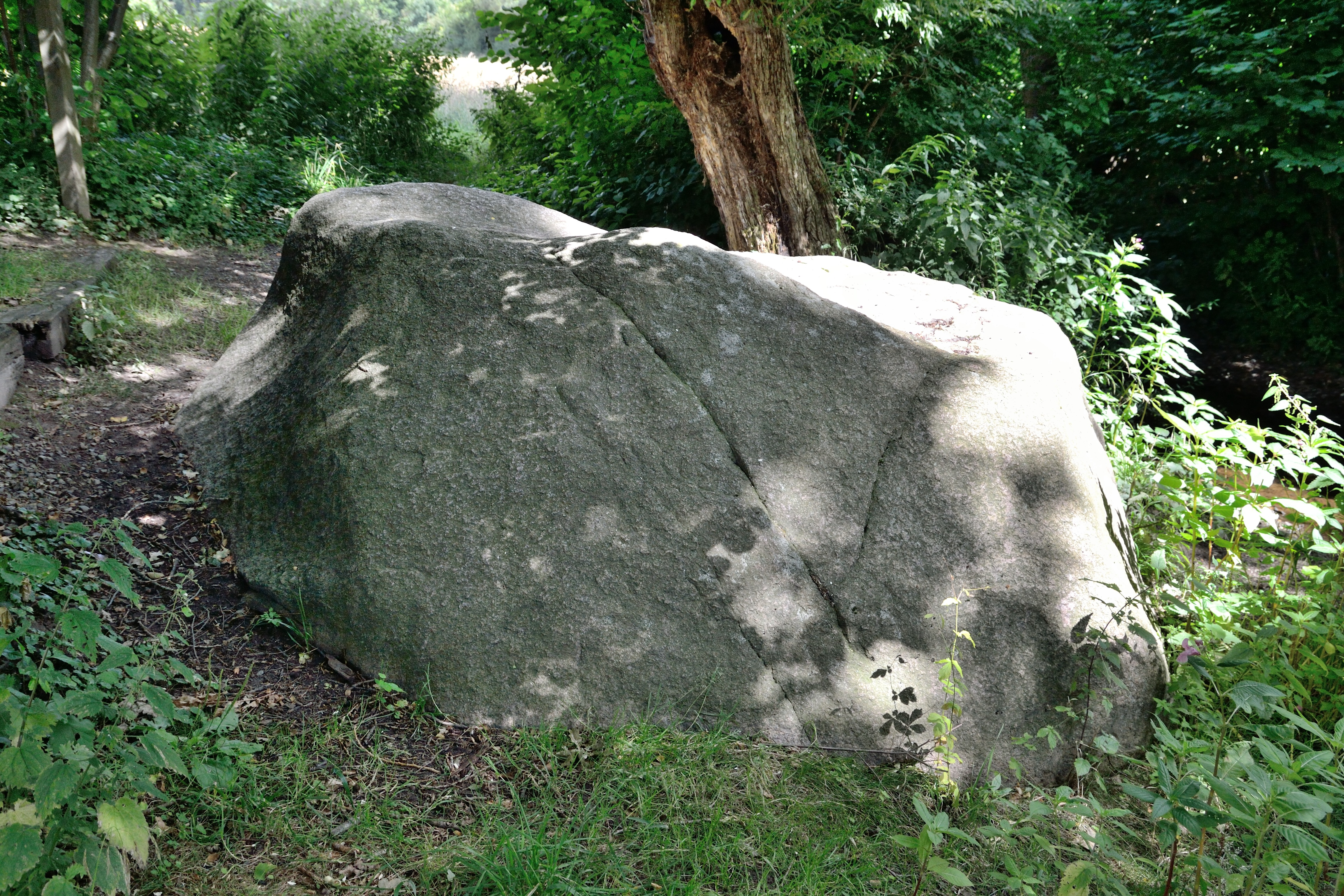
Eselstein am Ötternbach

Jerxen-Orbke ist ein Ortsteil der Stadt Detmold im Kreis Lippe, Nordrhein-Westfalen. Er liegt etwa vier Kilometer nordwestlich vom Stadtzentrum entfernt. Die angrenzenden, benachbarten Ortsteile sind im Uhrzeigersinn Nienhagen, Niewald, Oettern-Bremke, Klüt, Detmold-Nord und Heidenoldendorf.

## Geschichte
Zahlreiche steinzeitliche Funde belegen eine frühe Besiedlung der Gegend. An der Werre im Ortsteil Orbke wurde ein späteiszeitlicher Wohnplatz mit Werkplatz (Freilandstation) entdeckt. Der Wohnplatz gehört zur Ahrensburger Kultur, aus der Zeit um 10.000 vor Christi Geburt. Auch am Oetternbach in Jerxen wurden steinzeitliche Werkzeuge entdeckt, u. a. ein Steinbeil.
Jerxen-Orbke wurde von zwei Bauerschaften gebildet, die schon in frühchristlicher Zeit den Kirchenzehnten an den Bischof von Paderborn abgeben mussten. Die Erstnennung von Jerxen stammt aus den Jahren 826–867 als Gewerkeshusen. Orbke wurde erstmals 1303 als Andrea de Andorpe erwähnt. Im 13. Jahrhundert wurden die beiden Ortschaften lippisch. Im 18. Jahrhundert gehörten beide Bauerschaften zum Verwaltungsbezirk Vogtei Heiden, einem Nachbarort, der heute zu Lage gehört. Hier gingen die meisten Jerxen-Orbker zur Schule und zur Kirche. Ab 1879 gehörte Jerxen-Orbke zu dem neu gebildeten Verwaltungsamt Detmold.
Die erste Karte von Jerxen-Orbke stammt aus dem Jahr 1728. Sie wurde von dem damaligen Hofmaler und Landvermesser Johann Christoph Friemel angefertigt. Die Karte zeigt vier Höfe am Oetternbach und sieben weitere Höfe am Werreufer. Der älteste Hof ist der Brinkmeyer-Hof in Jerxen mit der damaligen Nr. 1 als Hausnummer (heute: Klüter Straße 20). Im Jahr 1328 wurde er in den Lippischen Regesten erstmals als Brynkhof erwähnt. Zehn der ursprünglichen elf Bauernhöfe bestehen noch heute. Einige besitzen kunstvoll gestaltete Torbogen-Inschriften und stehen unter Denkmalschutz. Sie liegen an der heutigen Orbker und Klüter Straße. An der Orbker Straße befindet sich der ehemalige Hof von Kaup, später Meierherm. Heute wird die restaurierte Hofstelle durch die AGA GmbH genutzt, eine Initiative, die dort rund 60 Arbeitsplätze und Betreuung für psychisch Erkrankte anbietet. Hauptbereiche sind der Recyclinghof, Reststoffverwertung und die Vormontage von Elektronikbauteilen für heimische Unternehmen.
Im Jahre 1889 erhielt Jerxen-Orbke eine eigene Schule, an der heutigen Lageschen Straße. Der erste Hauptlehrer war Heinrich Schacht, ein bekannter Ornithologe (s. unten). Die Schule wurde aufgrund der steigenden Schülerzahlen mehrmals erweitert. Das alte Schulgebäude wird heute als Dorfgemeinschaftshaus von den Vereinen genutzt.
Neben dem heute noch bestehenden Orbker Krug (1903 erbaut, heute ein griechisches Restaurant) war der 1863 erbaute Gasthof Belfort ein zentraler Treffpunkt des Ortes. Der Name geht zurück auf den General Karl August Graf von Werder, den Sieger der Schlacht bei Belfort. Er war Pate des ersten Kindes der Familie Werder, die damals den Gasthof gepachtet hatte. Der Gasthof Belfort wurde 1972 geschlossen und 2000 wegen des Baues der Nordumgehung abgerissen.
Ende der 1960er/Anfang der 1970er Jahre verkauften viele Bauern ihr Land an die Stadt Detmold. Jerxen-Orbke entwickelte sich zu einem wichtigen Industriestandort für Detmold. Weltweit agierende Firmen wie Weidmüller (Gehäusesysteme, Werkzeuge, Elektronik) oder Wortmann (Schuhfabrikation) sind hier ansässig.
Die Gemeinde wurde um 1900 in Jerxen-Orbke umbenannt. Am 1. Januar 1970 wurde Jerxen-Orbke in die Kreisstadt Detmold eingegliedert und verlor damit die Selbstständigkeit als Gemeinde.
Jerxen-Orbke verfügt über eine Grundschule, die heutige Oetternbachschule (1898 erbaut, damals Jerxer Schule genannt) und einen Kindergarten (1972/73 erbaut). Zwischen Schule und Kindergarten, im Zentrum von Jerxen-Orbke, befindet sich der Sportplatz des Sportvereins ’Eintracht’ Jerxen-Orbke von 1925 e. V.
Die Linie 704 des Stadtverkehrs Detmold verkehrt alle halbe Stunde zwischen Jerxen-Orbke und der Detmolder Innenstadt. Im Ortsteil selbst befinden sich verschiedene Dienstleistungsunternehmen für die Nahversorgung. Zur Naherholung der Bürger führt rund um Jerxen-Orbke ein mehrere Kilometer langer Wanderweg.
Heute wohnen in Jerxen-Orbke auf einer Fläche von 3,0 km² insgesamt 3350 Menschen (August 2006). Der amtierende Ortsbürgermeister ist Klaus Lömker (SPD), der auch die Vertretung im Stadtrat innehat.

## Vereine
- Männer- und Frauenchor „Arion“ (1891 gegründet)
- SV „Eintracht“ Jerxen-Orbke von 1925 e. V.
- SPD-Ortsverein Jerxen-Orbke (1927 gegründet)
- DRK-Ortsverein Jerxen-Orbke (1939 gegründet, Vorläufer von 1857)
- Jagdgenossenschaft Jerxen-Orbke (1952 gegründet, Vorläufer vor 1870)
- CDU-Ortsverein Jerxen-Orbke (ca. 1955 gegründet)
- Förderverein Grundschule Jerxen-Orbke e. V. (1992 gegründet)
- Förderverein Kinderkarten Jerxen-Orbke e. V. (1969 gegründet)
- Heimatverein Jerxen-Orbke (2002 gegründet)
- Friedhofsverein Jerxen-Orbke e. V. (2007 gegründet, Vorläufer 1920)

## Persönlichkeiten
Einige wichtige Persönlichkeiten wurden in Jerxen-Orbke geboren, sind hier aufgewachsen oder haben hier gewirkt:
- Walter Huneke war ein bekannter Bühnenmeister und wirkte bei den Festspielen in Bayreuth, gemeinsam mit Wieland und Wolfgang Wagner. Geboren wurde er in Detmold. Seine Kindheit verbrachte er in Jerxen-Orbke, auf der sog. Klüterheide. Die Anfänge seiner Karriere begannen 1945 im Landestheater Detmold und nachfolgend im Sommertheater in Detmold. Später arbeitete er in Bremen, Ankara, Düsseldorf, Frankfurt/Main und München, bevor er 1966 nach Bayreuth geholt wurde. 2002, ein Jahr vor seinem Tod, setzte er sich in Detmold für den Erhalt des Sommertheaters ein, dass eigentlich abgerissen werden sollte.
- Hans Hüls, der einen großen Teil seiner Kindheit in Jerxen-Obke verbrachte, war Studienrat später Oberstudienrat in Bantrup. Er wurde als Autor und vor allem als Experte für das Leben und die Forschungsarbeiten von Engelbert Kaempfer (Arzt und Forschungsreisender) bekannt.[8]
- Heinrich Schacht (1840–1912) war im Jahr 1890 der erste Lehrer an der Jerxer Schule. Er veröffentlichte Gedichte auf Lippisch Platt, schrieb Beiträge für Schulbücher und war ein bekannter Ornithologe (Vogelkundler). Viele seiner veröffentlichten Forschungsergebnisse sind auch heute noch relevant.
- Hans Hermann Sprenger kam 1924 als 25-Jähriger als Nebenlehrer an die Jerxer-Schule. Er war Gründungsmitglied des 1927 gegründeten SPD-Ortsvereins. Von 1933 bis 1943 suspendierten ihn die Nazis vom Lehreramt. Danach wurde er nach Haustenbeck strafversetzt. Nach dem Zweiten Weltkrieg 1945 beriefen die Alliierten Sprenger zum Schulrat der Lippischen Schulverwaltung. Er war Initiator der „Pädagogischen Akademie“ in Detmold, von 1946 bis 1953 Vorsitzender des Lippischen Heimatbundes e. V., 1949 Mitbegründer der Fachzeitschrift „Pädagogik“ und erhielt 1953 eine außerordentliche Professur an der pädagogischen Hochschule Oldenburg.
- August Haase trat 1924 als Oberlehrer in die Jerxer-Schule ein. 1928 wurde er als Schulrat nach Lemgo berufen. 1933 suspendierten die Nazis ihn vom Schuldienst. Nach dem Krieg amtierte Haase 1947 kurzzeitig erneut als Schulrat und war mit der Entnazifizierung der schulischen Bildung befasst.
- Conrad Friedrich Gehring wurde in Jerxen-Orbke geboren und wuchs auf der Jerxerheide auf. Wie zuvor schon sein Vater, Simon Gehring, baute er mit Ernst von Bandel am Hermannsdenkmal. Seine Erinnerungen an die mehrjährige gemeinsame Zusammenarbeit mit von Bandel hielt er schriftlich fest. Der Detmolder Schulrat Heinrich Schwanhold veröffentlichte seine Aufzeichnungen zum 50-jährigen Jubiläum des Hermannsdenkmals mit dem Titel „Der Alte vom Berge“.[9]

Zu den im Ortsteil aktiven z. T. politisch engagierten Persönlichkeiten gehörten u. a. der Landwirt August Brinkmeyer und der Bauunternehmer Heinz Timmerberg. Beide erhielten in den 80er Jahren für ihr außerordentliches Engagement das Bundesverdienstkreuz.

## Sehenswürdigkeiten
- Sehenswert ist die Pauluskirche in Jerxen, von dem Jerxen-Orbker Architekten und Maurermeister Philipp Krug erbaut. Er entwarf das Kirchendach in der Form eines Zeltes, zur Erinnerung an das Volk Israel auf dem Weg in das Land der Verheißung. Das riesige Glasfenster der Kirche wurde von Wolfgang Perbandt in Berlin gefertigt. Es zeigt einen Fisch, ein Schiff, einen Abendmahlkelch und eine Abendmahlpaterne. Die Altarbibel stiftete der ehemalige Bundespräsident Prof. Dr. Theodor Heuß. Die Einweihung des Kirchenbaus erfolgte am 16. Nov. 1958. Der erste Pfarrer war Heinrich Bödeker.
- Nahe der Brinkmesche, einem Wäldchen, durch das der Ötternbach fließt, befindet sich der Jerxer-Friedhof mit Friedhofskapelle. Der Friedhof wurde 1920 angelegt. 1922 erbaute der Hofzimmermeister C. Friedrich Gehring ein kleines Totenhaus, das heute als Geräteraum dient. 1956 wurde der Friedhof vergrößert und die Friedhofskapelle von Philipp Krug erbaut. Die Giebelfenster aus Bleiverglasung wurden 1992 erneuert und nach einem ehrenamtlich erstellten Entwurf von Wolfgang Dröge aus Jerxen-Orbker gefertigt. Auf dem Friedhof befinden sich zwei Ehrenmale, die an die Gefallenen aus dem Ersten und Zweiten Weltkrieg erinnern.[10]
- Am Ötternbach in Jerxen befindet sich das Naturdenkmal Eselstein, auch als Eikerstein oder Eigster bekannt. Er ist nach den Johannissteinen in Lage der zweitgrößte Granitblock in Lippe, der nach der Eiszeit von den sich zurückziehenden Gletschern hier zurückgelassen wurde. Sein Umfang beträgt 3,5 m × 3,5 m, wobei der größere Teil unter der Erdoberfläche liegt. Seine Namensentstehung gibt noch Rätsel auf. Überliefert ist, dass hier der Kirchweg von Jerxen nach Heiden verlief.[11]
- In Jerxen-Orbke befinden sich einige erhaltenswerte Hofstellen, die teilweise unter Denkmalschutz stehen. An der Klüter Straße befindet sich der älteste Hof von Jerxen-Orbke der „Brinkhof“ (Haus Nr. 20). Unter Denkmalschutz stehen der Ebbker-Hof (Haus Nr. 34) und die „Beinesche Leibzucht“ (Haus Nr. 44). Auf der Heide (Haus Nr. 31) steht ein ehemals zugehöriger Teil der „Gehringschen Hofstelle“ unter Denkmalschutz, an der Obkerstraße der „Kaup-Hof“ (Haus Nr. 75) und der „Windhof“ (Haus Nr. 69). Weitere Zeitzeugen sind: Orbker Krug (Orbker Straße 258), Hofstelle „Kampmann“ (Orbker Straße Nr. 77), Fachwerkhäuser an der Lageschen Straße beispielsweise (Nr. 178) oder das Haus (Klüter Straße 38). Aufwendig gestaltete Torbogen-Inschriften sind eine Besonderheit dieser Gebäude.